# Acutitornus
Acutitornus is een geslacht van vlinders van de familie tastermotten (Gelechiidae).

## Soorten
- A. kalahariensis Janse, 1957
- A. leucostola Janse, 1957
- A. liebenbergi Janse, 1963
- A. munda Janse, 1951
- A. munroi Janse, 1957